# The Dead Pool
The Dead Pool is een Amerikaanse actie- en misdaadfilm uit 1988 onder regie van Buddy Van Horn. Het is het vijfde en laatste deel in de Dirty Harry-filmreeks.

## Synopsis
Hoewel hij een hekel heeft aan publiciteit, heeft de keiharde politieagent van San Francisco, inspecteur "Dirty" Harry Callahan, voor een keer de krantenkoppen gehaald voor een goed doel, nadat hij een beruchte gangster achter de tralies heeft gezet. Maar nu staat Callahans naam op een macabere dodenlijst van bedreigde beroemdheden. Al snel sterft de eerste op de lijst, de drugsverslaafde rockster Johnny Squares en naarmate er meer gewelddadige sterfgevallen volgen, vreest Callahan nu dat hij de volgende in de rij is. Ondertussen wijzen alle aanwijzingen steeds meer op de Britse horrorfilmregisseur Peter Swan.

## Rolverdeling
| Acteur                | Personage                          |
| --------------------- | ---------------------------------- |
| Clint Eastwood        | Inspecteur Harry Callahan          |
| Evan C. Kim           | Inspecteur Al Quan                 |
| Patricia Clarkson     | Samantha Walker                    |
| Liam Neeson           | Peter Swan                         |
| David Hunt            | Harlan Rook                        |
| Michael Currie        | Hoofdinspecteur Donnelly           |
| Michael Goodwin       | Inspecteur Ackerman                |
| Jim Carrey            | Johnny Squares                     |
| Anthony Charnota      | Lou Janero                         |
| Ronnie Claire Edwards | Molly Fisher                       |
| Louis Giambalvo       | Gus Wheeler                        |
| Diego Chairs          | Butcher Hicks                      |
| Christopher P. Beale  | Openbaar aanklager Thomas McSherry |
| Nicholas Love         | Jeff Howser                        |
| Victoria Bastel       | Suzanne Dayton                     |
| Maureen McVerry       | Vicky Owens                        |
| Lloyd Nelson          | Brigadier Waldman                  |
| Justin Whalin         | Jason                              |
| John Frederick Jones  | Dr. Friedman                       |